# Сёрвик, Биргер
Биргер Сёрвик (швед. Birger Sörvik; 4 декабря 1879, Гётеборг — 23 мая 1978, Ховос) — шведский гимнаст, чемпион летних Олимпийских игр 1908.
На Играх 1908 в Лондоне Сёрвик участвовал только в командном первенстве, в котором его сборная заняла первое место.